# لنز مینولتا ای‌اف ۵۰میلی‌متر اف/۱٫۷
لنز مینولتا ای‌اف ۵۰میلی‌متر اف/۱٫۷ (به انگلیسی: Minolta AF 50mm f/1.7 lens) نام لنز دوربین عکاسی از نوع ثابت است که توسط شرکت مینولتا تولید می‌شود. فاصلهٔ کانونی این لنز ۵۰ میلی‌متر، دیافراگم آن دارای ۷ تیغه و ضریب اف آن اف ۱٫۷ تا اف ۲۲ است. 